# Komatyt

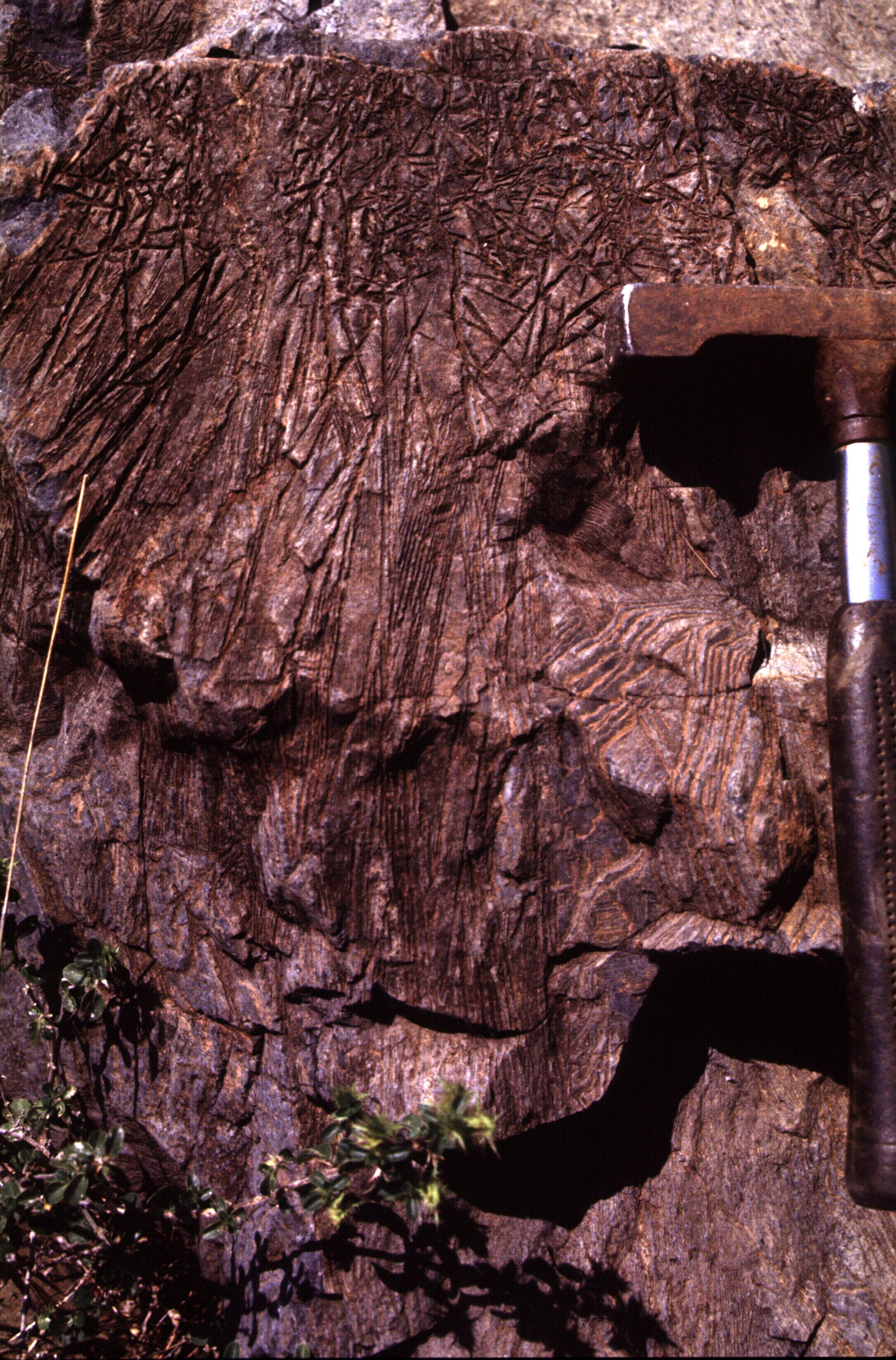
Lawa komatytowa z doliny Komati, z charakterystycznymi oliwinami o pokroju typu spinifex

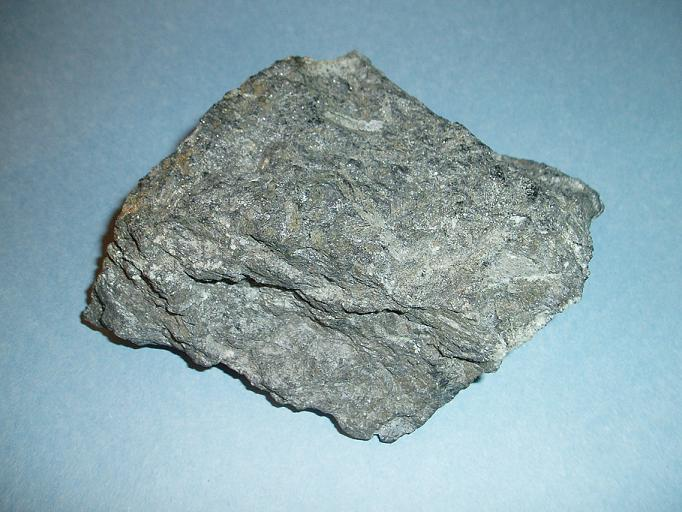
Dziewięciocentymetrowa próbka komatytu z pasa zieleńcowego Abitibi koło Englehart (Ontario, Kanada). Widoczne są blaszkowe kryształy oliwinu.

Komatyt, komatiit – wylewna skała ultramaficzna pochodząca ze stopienia skał płaszcza. Komatyty mają niską zawartość krzemu, potasu i glinu oraz wysoką do bardzo wysokiej zawartość magnezu. Nazwa komatytów wywodzi się od miejsc ich występowania, nad rzeką Komati w Południowej Afryce.
Prawdziwe komatyty są bardzo rzadkie, ich występowanie zasadniczo ogranicza się do skał archaicznych, z pojedynczymi znanymi przykładami komatytów proterozoicznych lub fanerozoicznych (choć z mezozoiku znane są podobnie wysokomagnezowe lamprofiry). Uważa się, że to ograniczenie wieku jest spowodowane ochładzaniem płaszcza, którego temperatura we wczesnym archaiku i mezoarchaiku (3,8 do 2,8 miliarda lat temu) mogła być do 500 °C wyższa niż współcześnie. Wczesna Ziemia charakteryzowała się znacznie wyższym strumieniem ciepła ze względu na resztkowe ciepło pozostałe z okresu tworzenia się planety, a także większą obfitość naturalnych izotopów radioaktywnych. Najmłodsze komatyty pojawiają się nieoczekiwanie w zapisie geologicznym w późnej kredzie, na wyspie Gorgona leżącej na Pacyfiku u wybrzeży Kolumbii; liczą zaledwie ok. 90 milionów lat.
Rozmieszczenie geograficzne komatytów w absolutnej większości jest ograniczone do tarcz archaicznych. Komatyty występują wspólnie z innymi skałami ultramaficznymi i wysokomagnezowymi maficznymi skałami wulkanicznymi w archaicznych pasach zieleńcowych. Do 20% law zachowanych w skałach wczesnego i środkowego archaiku ma skład ultramaficzny.

## Petrologia
Magma o składzie komatytowym ma bardzo wysoką temperaturę topnienia, obliczone temperatury erupcji lawy przekraczają 1600 °C. Temperatury erupcji lawy bazaltowej to około 1100 °C. Występowanie stopu o składzie komatytowym, koniecznego do powstania obserwowanych law, wiąże się z wyższym gradientem geotermicznym na archaicznej Ziemi.
Lawa komatytowa była bardzo płynna w chwili erupcji, miała lepkość o rząd do dwóch mniejszą niż lawa bazaltowa. Obliczona lepkość (1–2 Pa·s) jest zbliżona do płynnego miodu, przy gęstości 2800 kg/m³, większej niż dla typowych skał górnej skorupy. Lawa komatytowa płynęła zatem znacznie szybciej niż bazaltowa, tworząc potoki lawowe, z których niektóre zachowane mają kilometry, a nawet dziesiątki kilometrów długości. Pozostawiana warstwa lawy była przez to cienka, o grubości nawet tak małej jak 10 mm. Z tego powodu sekwencje komatytowe o dużej miąższości zachowane w skałach archaicznych są uważane za tunele lawowe, jeziora lawowe itp., gdzie lawa się gromadziła. Bardzo niska lepkość lawy komatytowej powodowała, że jej przepływ mógł mieć charakter turbulentny, a nie laminarny. W połączeniu z bardzo wysoką temperaturą sprawiało to, że lawa taka mogła topić i silnie erodować powierzchnię, po której płynęła.
Chemizm komatytów różni się od bazaltów i innych typowych magm pochodzących ze stopienia skał płaszcza ze względu na różnice w stopniu wytopienia. Uważa się, że magmy komatytowe powstały wskutek stopienia perydotytów w 30–60%, co skutkuje wysoką zawartością MgO i niską K
2O i pierwiastków niekompatybilnych. Kimberlity, inny rodzaj skał magmowych bogatych w magnez, są stosunkowo bogate w potas i inne pierwiastki niekompatybilne i uważa się, że powstają w wyniku mniej niż jednoprocentowego stopienia częściowego przy udziale wody i dwutlenku węgla. Komatyty zawierają od 18 do 50% tlenku magnezu; pokrewne ultramafityty (wylewne skały ultramaficzne) o niższej zawartości MgO są określane mianem „bazaltów komatytowych”.
Istnieje kilka typów geochemicznych komatytów, przede wszystkim komatyty niezubożone w glin (grupy I, AUDK, ang. aluminium undepleted komatiite) i komatyty zubożone w glin (grupy II, ADK, ang. aluminium depleted komatiite). Podział ten jest określony przez stosunek Al
2O
3/TiO
2. Często przyjmuje się, że te dwa rodzaje komatytów reprezentują rzeczywistą różnicę petrologiczną pomiędzy źródłami stopu, który utworzył te dwa typy skał. Doświadczenia laboratoryjne sugerowały, że komatyty zubożone w glin tworzą się w wyniku stopienia skał w wysokim stopniu, w warunkach wysokiego ciśnienia (zatem na dużej głębokości), gdzie granaty w skale macierzystej nie topią się, podczas gdy niezubożone tworzą się na mniejszej głębokości. Jednak badania płynnych inkluzji w spinelach chromowych ze stref kumulatowych wykazały, że jeden wypływ komatytowy może pochodzić z mieszania magm reprezentujących cały zakres wskaźników Al
2O
3/TiO
2, podważając tę interpretację. Komatyty prawdopodobnie tworzyły się w bardzo gorących pióropuszach płaszcza. Poza tymi dwoma typami, wyróżniane są komatyty wzbogacone w glin (np. na wyspie Gorgona) i bogate w tytan (np. na tarczy bałtyckiej)
Magmatyzm boninitowy jest podobny do komatytowego pod względem chemizmu, jednak pojawia się w innych warunkach, przez stopienie uwodnionych skał powyżej strefy subdukcji. Boninity o zawartości 10–18% MgO mają zazwyczaj wyższą niż komatyty zawartość pierwiastków niekompatybilnych o dużych jonach (LILE, ang. large-ion litophile elements: Ba, Rb, Sr).

## Mineralogia
Mineralogicznie czyste komatyty zawierają głównie oliwiny (90% i więcej forsterytu), pirokseny wapniowe i często chromowe, plagioklazy (85% i więcej anortytu) i chromit. Znaczna część próbek komatytu ma strukturę i morfologię kumulatową. Typowy skład mineralny kumulatów tworzą oliwiny bogate w magnez (w większości forsteryt), rzadsze są kumulaty złożone z piroksenów chromowych.
Skały wulkaniczne bogate w magnez mogą tworzyć się w wyniku akumulacji fenokryształów oliwinu w stopie bazaltowym: przykładem jest pikryt. Tekstura komatytów jest jednym z dowodów, że nie są one wynikiem podobnego procesu: niektóre zawierają kryształy oliwinu o pokroju typu spinifex, tłumaczonym jako efekt szybkiej krystalizacji oliwinu w wysokim gradiencie termicznym w górnej części potoku lawy. Występująca w lawie turbulentna konwekcja pozwalała na wydajny transport ciepła, prowadząc do wychładzania lawy w tempie setek kelwinów na godzinę. Innym argumentem jest bardzo wysoka zawartość forsterytu, którą można osiągnąć tylko w warunkach krystalizacji stopu wysokomagnezowego.
Rzadko zachowane stropowe partie potoków komatytowych, zawierające brekcję i lawy poduszkowe, tworzy szkliwo wulkaniczne, powstałe przez gwałtowne wychłodzenie w kontakcie z wodą lub powietrzem. Na skutek szybkiego wychłodzenia zachowało ono pierwotny skład stopu, w tym do 32% bezwodnego tlenku magnezu. W formacji Weltevreden w pasie zieleńcowym Barberton w Republice Południowej Afryki występują komatyty o czytelnie zachowanej strukturze, w których na podstawie składu skały i oliwinów można wnioskować, że pierwotny stop zawierał do 34% MgO.
Mineralogia komatytu zmienia się systematycznie w obrębie typowego przekroju stratygraficznego potoku komatytowego, odzwierciedlając procesy magmowe, którym lawa była poddana w trakcie erupcji i ochładzania. Typowo na spągu występuje kumululat oliwinowy, powyżej kryształy oliwinu o pokroju typu spinifex, następnie pirokseny o takim pokroju i stropowa warstwa naskórkowa w której następowało szybkie chłodzenie, bogata w oliwin. Nazwa struktury typu spinifex pochodzi od australijskiej trawy Spinifex, która rośnie w kępach o podobnych kształtach.
Pierwotne (magmowe) minerały spotykane w komatytach to oliwiny, pirokseny: augit, pigeonit i bronzyt, plagioklazy, chromit, ilmenit i rzadko pargasyt z grupy amfiboli. Wtórne (metamorficzne) minerały to serpentyn, chloryt, amfibole, plagioklazy sodowe, kwarc, tlenki żelaza i rzadko flogopit, baddeleit i granaty: pirop lub hydrogrossular.

## Metamorfizm
Wszystkie znane komatyty uległy metamorfizmowi, więc technicznie powinny być nazywane „metakomatytami”, choć przedrostek ten zazwyczaj jest pomijany. Wiele komatytów jest silnie zmienionych, są zserpentynizowane lub uległy karbonatyzacji wskutek metamorfizmu i metasomatozy. To powoduje istotne zmiany w zakresie mineralogii i struktury.

## Hydratacja i karbonatyzacja
Mineralogia metamorficzna skał ultramaficznych, zwłaszcza komatytów, jest tylko częściowo związana z ich składem. Płyny obecne w porach skały ulegającej niskotemperaturowemu metamorfizmowi, czy to progresywnemu czy retrogresywnemu, decydują o wtórnym składzie mineralnym komatytu.
Kluczowym czynnikiem jest ułamek molowy dwutlenku węgla w płynie metamorficznym oznaczany XCO
2. Jeżeli XCO
2 ma wartość powyżej 0,5, reakcje metamorficzne sprzyjają powstawaniu talku, magnezytu (węglan magnezu) lub dolomitu i tremolitu z grupy amfiboli.  W przypadku gdy XCO
2 jest poniżej 0,5, reakcje zachodzące w obecności wody sprzyjają produkcji serpentynitu. Najczęściej powstają minerały: chloryt, antygoryt z grupy serpentynów, brucyt. Śladowo mogą być obecne talk, dolomit i tremolit mogą być obecne, jako że rzadko się zdarza, aby dwutlenek węgla nie był obecny w płynach metamorficznych. Przy wyższym stopniu metamorfizmu, kiedy skała się odwadnia, dominują antofyllit, enstatyt, oliwiny i diopsyd.

### Różnice mineralogii w facjach potoku komatytowego
Stop komatytowy ma tendencję do krystalizacji frakcjonalnej; na spągu gromadzi się kumulat oliwinowy o wysokiej (do 50%) zawartości tlenku magnezu, przez co wyżej zawartość tego związku maleje. Współczesna, metamorficzna mineralogia komatytów wiąże się ze składem chemicznym, co pozwala na wnioskowanie co do ich facji wulkanicznych i pozycji stratygraficznej.
Metamorficzny skład mineralny tych skał typowo jest tremolitowo-chlorytowy lub talkowo–chlorytowy w górnych strefach o strukturze typu spinifex. W bogatszej w magnez strefie spągowej dominuje skład serpentynowo–brucytowy z możliwym dodatkiem antofyllitu, jeśli skała uległa hydratacji lub talkowo–magnezytowy w przypadku karbonatyzacji. Górne facje potoku są zdominowane przez talk, chloryt, tremolit i inne amfibole magnezowe (antofyllit, cummingtonit, gedryt itp.).
Typowe facje przepływu mogą mieć następujący skład:
| Facja | Hydratacja                   | Karbonatyzacja                 |
| ----- | ---------------------------- | ------------------------------ |
| A1    | chloryt-tremolit             | talk-chloryt-tremolit          |
| A2    | serpentyn-tremolit-chloryt   | talk-tremolit-chloryt          |
| A3    | serpentyn-chloryt            | talk-magnezyt-tremolit-chloryt |
| B1    | serpentyn-chloryt-antofyllit | talk-magnezyt                  |
| B2    | masywny serpentyn-brucyt     | masywny talk-magnezyt          |
| B3    | serpentyn-brucyt-chloryt     | talk-magnezyt-tremolit-chloryt |

## Geochemia
Komatyt charakteryzują następujące cechy składu chemicznego:
- SiO
2: zazwyczaj 40–45%;
- MgO: powyżej 18%;
- niska zawartość K
2O (< 0,5%);
- niska zawartość CaO i Na
2O (łącznie < 2%);
- niewielkie wzbogacenie w pierwiastki niezgodne (LILE): Ba, Cs, Rb, łącznie < 1000 ppm;
- wysoka zawartość Ni (> 400 ppm), Kr (> 800 ppm), Co (> 150 ppm).

Powyższa klasyfikacja geochemiczna odnosi się do składu stopu magmowego i nie może wynikać z akumulacji kryształów (jak w perydotytach). Krystalizacja frakcjonalna w typowym potoku lawy komatytowej tworzy sekwencję o składzie zmieniającym się między facjami. Ku górze spada zawartość MgO, Cr i Ni, a rośnie zawartość Al, K
2O, Na, CaO i SiO
2. Innymi skałami bogatymi w tlenek magnezu, ale też tlenek potasu, bar, cez i rubid są lamprofiry, kimberlity oraz inne rzadkie skały ultramaficzne, potasowe lub ultrapotasowe.

## Morfologia i występowanie
Komatyty często mają strukturę lawy poduszkowej, z autobrekcją na górnej powierzchnią, co odpowiada erupcji podwodnej, podczas której gwałtowne schłodzenie tworzy zestaloną skorupę na powierzchni potoku. Facje proksymalne są cieńsze i przekładane osadami, które tworzą siarczki, czarne łupki, czerty i bazalty toleitowe.
Istnieje hipoteza, że komatyty tworzyły się ze stosunkowo uwodnionych skał płaszcza ponad strefą subdukcji, podobnie jak współczesne boninity; taki scenariusz wymagałby niższych temperatur topnienia. Jednakże ekstruzywny charakter erupcji odpowiada bezwodnej magmie; cechy strukturalne komatytów udało się odtworzyć eksperymentalnie bez udziału wody, a argumenty teoretyczne przemawiają za wyższymi temperaturami płaszcza w archaiku.

### Cechy teksturalne
W skałach tych często występuje charakterystyczna struktura zwana spinifex, którą tworzą fenokryształy oliwinu o pokroju igiełkowym (lub pseudomorfozy po oliwinie), lub pirokseny, których kryształy o pokroju blaszkowym są widoczne szczególnie na zwietrzałych powierzchniach skał. Struktura typu spinifex jest wynikiem gwałtownej krystalizacji bogatego w magnez stopu w warunkach gradientu temperatury na brzegu strumienia lawy lub intruzji: kryształy wzrastały w dół od silnie chłodzonej górnej powierzchni potoku.
Struktura harrisytowa została opisana po raz pierwszy z okolic Harris Bay na wyspie Rùm w archipelagu Hebrydów Wewnętrznych w Szkocji. Tworzy ją nukleacja kryształów na spągu komory lawowej. Harrisity tworzą agregaty megakryształów piroksenu i oliwinu osiągających do 1 metra długości.

### Wulkanologia

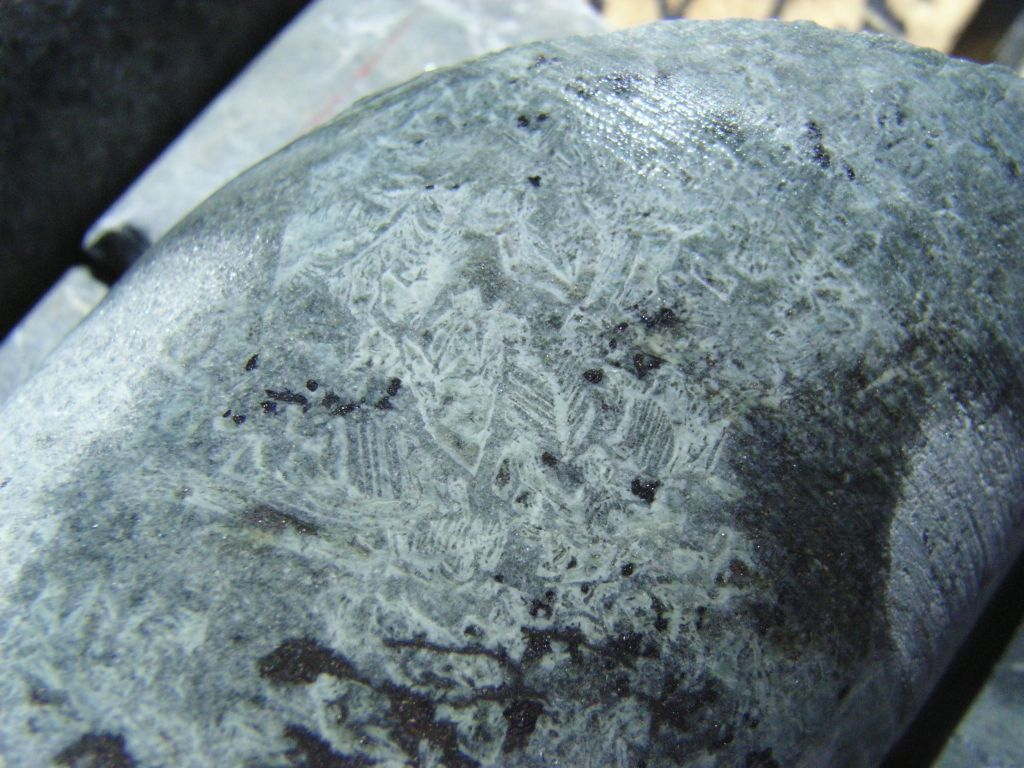
Dendrytyczne, pierzaste kryształy oliwinu facji A2 z odwiertu WDD18, Widgiemooltha, Australia Zachodnia

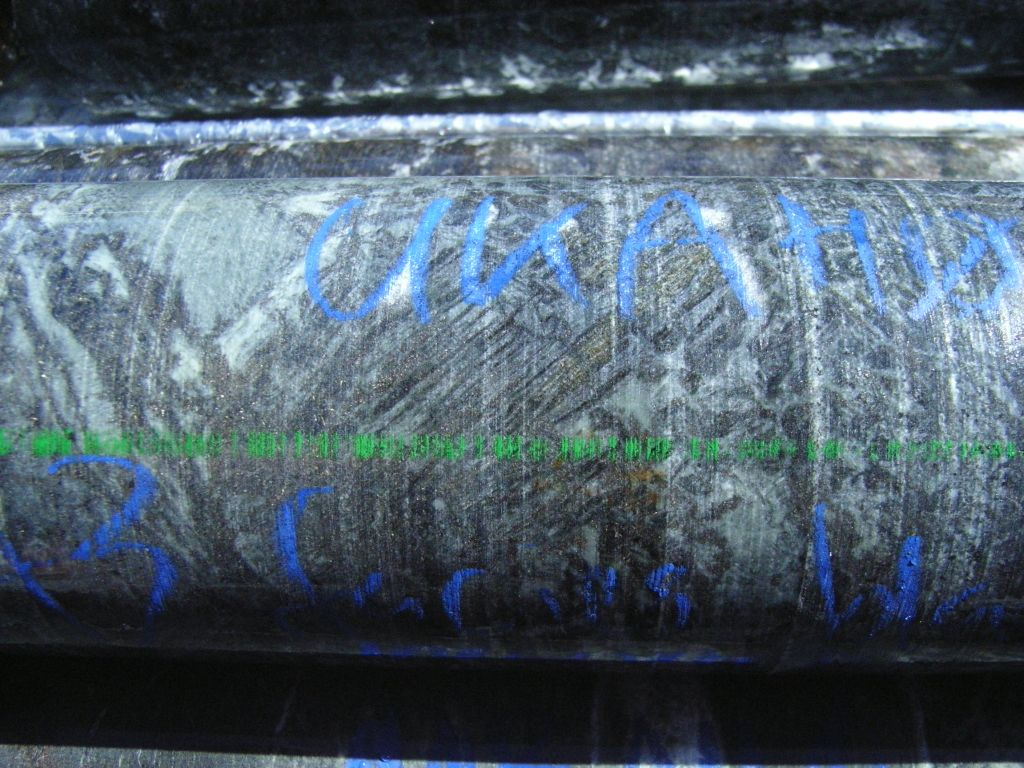
Blaszkowe oliwiny (struktura spinifex) facji A3 z tego samego odwiertu

Wypływ lawy komatytowej bardzo wysokiej zawartości magnezu miał zapewne charakter erupcji szczelinowej, jako że lawa ta miała bardzo małą lepkość. Niewielka zawartość gazów wulkanicznych wskazuje, że miała ona najczęściej łagodny przebieg. Efuzja tworzyła potoki lawy, spływające ku obniżeniom terenu, w których odkładał się adkumulat oliwinowy bogaty w MgO, otoczony przez facje złożone z kryształów oliwinu i piroksenów o pokroju typu spinifex, o niższej zawartości magnezu. Uważa się, że wulkan komatytowy miał pokrój i strukturę wulkanu tarczowego, podobnie jak większość dużych bazaltowych konstrukcji wulkanicznych. Tworzył się on w miarę jak erupcja wyrzucała lawę o malejącej zawartości magnezu. Komatyty (grupy I) pokryte przez młodsze bazalty komatytowe i toleitowe znane są m.in. z Karelii.
Typowy, kompletny potok lawy komatytowej ma sześć stratygraficznie powiązanych facji:
- A1 – w partii szczytowej struktura poduszkowa i wariolitowa, często skały stopniowo przechodzą w pokrywę osadową;
- A2 – strefa szybkiego chłodzenia, z igiełkowymi kryształami oliwinu i klinopiroksenu tworzącymi pierzaste skupienia w szkliwie;
- A3 – sekwencja kryształów oliwinu o pokroju typu spinifex, tworzących skupienia snopkowe i podobne, reprezentujące wzrost kryształów w dół od chłodniejszej strefy;
- B1 – mezokumulat do ortokumulatu oliwinowego, reprezentujący harrisyt który wzrastał w płynącej lawie;
- B2 – adkumulat oliwinowy składający się w ponad 93% z przerosłych izometrycznych kryształów oliwinu;
- B3 – dolna strefa adkumulatu do mezokumulatu oliwinowego, o mniejszym ziarnie.

Poszczególne jednostki potoku nie muszą być w całości zachowane, a kolejne jednostki przepływu mogą termicznie erodować strefę A poprzednich wypływów. W cienkich facjach dystalnych strefa B może być słabo rozwinięta albo nieobecna, jako że stopu nie wystarczało do wzrostu adkumulatu.

### Komatyty żyłowe
Magma o składzie komatytowym jest bardzo gęsta i jest bardziej prawdopodobne, że zamiast dotrzeć do powierzchni ziemi, zatrzyma się niżej w skorupie. Współczesne interpretacje (po 2004) niektórych większych ciał adkumulatu oliwinowego z kratonu Yilgarn wykazały, że w większości są to skały subwulkaniczne lub intruzje.
Takie pochodzenie przypisuje się obecnie złożom niklu w kopalni odkrywkowej Mount Keith w Australii, gdzie rozpoznano intruzje z ksenolitami lokalnych skał felsytowych w obrębie kontaktu o niskim naprężeniu. Wcześniejsze interpretacje tych dużych ciał komatytowych uznawały je za wyjątkowo duże lub reaktywowane kanały, które osiągnęły ponad 500 m grubości stratygraficznej wskutek długotrwałego wulkanizmu.
Te intruzje uważa się za skanalizowane sille, uformowane przez wciskanie się magmy komatytowej w szczeliny i napełnianie komory magmowej. Adkumulaty oliwinowe zawierające złoża niklu o znaczeniu ekonomicznym mogły powstać w kanale typu sillu, gdzie magma zbierała się przed erupcją na powierzchnię.

## Znaczenie gospodarcze
Komatyty zyskały znaczenie gospodarcze we wczesnych latach 60. XX w. wraz z odkryciem dużej mineralizacji siarczku niklu w Kambalda (Australia Zachodnia). Obecnie australijskie, kanadyjskie i południowoafrykańskie złoża siarczków miedzi i niklu w komatytach dają około 14% światowej produkcji niklu. Komatyty związane są ze złożami niklu i złota w Australii, Kanadzie, RPA i na tarczy gujańskiej w Ameryce Południowej. Przypuszczalnie wzbogacenie komatytu w siarczki miało miejsce wskutek stopienia skał osadowych, które zalała gorąca lawa.

## Poza Ziemią
Bardzo niska lepkość lawy komatytowej i jej wysoka temperatura sprawiały, że mogła ona przemieszczać się na duże dystanse i silnie erodować powierzchnię, po której płynęła. Erupcje lawy o podobnym składzie mogą odpowiadać za powstanie krętych kanałów na Księżycu, takich jak Rima Hadley. Bardzo duża długość kanałów występujących na wulkanicznych równinach Wenus, sięgająca 6800 km, wskazuje na przepływ lawy o bardzo małej lepkości; mógł je utworzyć stop o składzie podobnym do komatytu. Na Io, dużym księżycu Jowisza, występuje współcześnie aktywność wulkaniczna cechująca się bardzo wysokimi temperaturami erupcji, przekraczającymi 1300 °C. Księżyc ten jest zbudowany głównie z krzemianów. Oceny składu niektórych potoków lawowych wskazują na dużą zawartość żelaza i magnezu, co sugeruje, że może tam występować wulkanizm komatytowy, podobny do zjawisk zachodzących 3 miliardy lat temu na Ziemi.